# Olympische Sommerspiele 1924/Rugby
Bei den VIII. Olympischen Spielen 1924 in Paris fand ein Rugby-Union-Turnier statt. Austragungsort war das Stade Olympique im Vorort Colombes.
Es gab lediglich drei Teilnehmer: Titelverteidigern USA, Rumänien und dem Gastgeber Frankreich. Insgesamt 41.200, davon 37.300 zahlende, Zuschauer sahen die drei Spiele. Nach Ende des entscheidenden Spiels USA–Frankreich kam es zu massiven Ausschreitungen, bei denen die Anhänger des französischen Teams zahlreiche Anhänger der USA zusammenschlugen. Ein Platzsturm konnte nur durch ein großes Aufgebot der Gendarmerie und wegen der vorsorglich mit Stacheldraht verstärkten Absperrungen verhindert werden.

## Ergebnisse

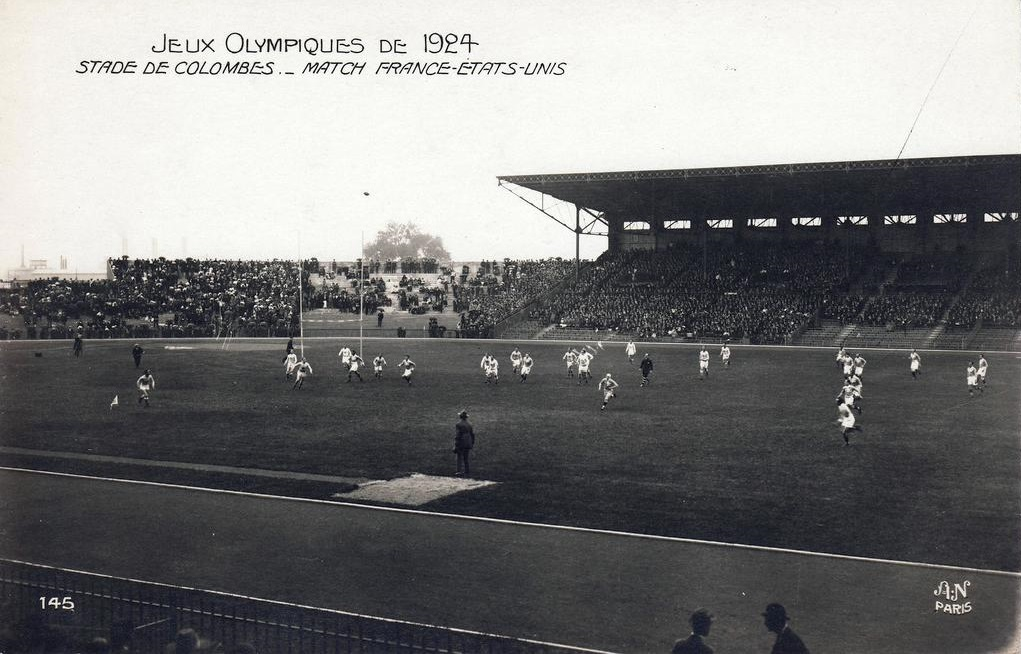
Spiel Frankreich – USA

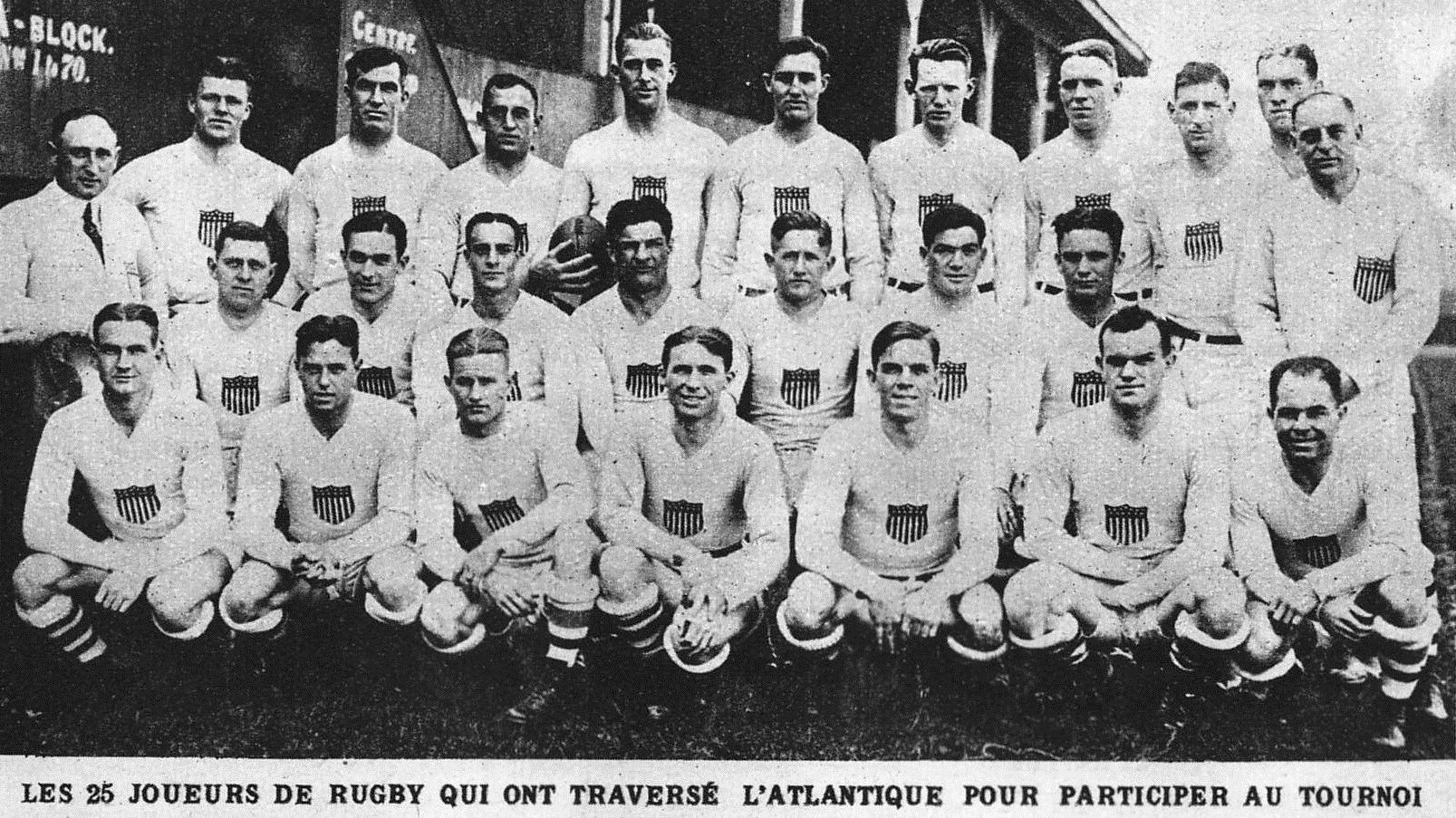
Mannschaft der USA

### Klassement
| Platz | Land               | Spiele | Siege | Unent. | Ndlg. | Spiel- punkte | Diff. |
| ----- | ------------------ | ------ | ----- | ------ | ----- | ------------- | ----- |
| 1     | Vereinigte Staaten | 2      | 2     | 0      | 0     | 54:3          | + 51  |
| 2     | Frankreich         | 2      | 1     | 0      | 1     | 64:20         | + 44  |
| 3     | Rumänien           | 2      | 0     | 0      | 2     | 3:98          | - 95  |

### Spiele
| 4. Mai 15:30  | Stade de Colombes 13.654 Zuschauer | Frankreich         | 61:3 | Rumänien           |
| 11. Mai 15:30 | Stade de Colombes 6.225 Zuschauer  | Vereinigte Staaten | 37:0 | Rumänien           |
| 18. Mai 15:30 | Stade de Colombes 21.389 Zuschauer | Frankreich         | 3:17 | Vereinigte Staaten |

## Medaillengewinner
| Platz | Land | Spieler |
| ----- | ---- | --- |
| 1     | USA  | Philip Clark, Norman Cleaveland, Dudley DeGroot, Robert Devereaux, George Dixon, Charles Doe, Linn Farrish, Edward Graff, Richard Hyland, Caesar Mannelli, John O’Neil, John Patrick, William Rogers, Rudy Scholz, Colby Slater, Norman Slater, Edward Turkington, Alan Valentine, Alan Williams                             |
| 2     | FRA  | René Araou, Jean Bayard, Louis Béguet, André Béhotéguy, Alexandre Bioussa, Étienne Bonnes, Adolphe Bousquet, Aimé Cassayet-Armagnac, Clément Dupont, Albert Dupouy, Jean Etcheberry, Henri Galau, Gilbert Gérintès, Raoul Got, Adolphe Jauréguy, René Lasserre, Marcel-Frédéric Lubin-Lebrère, Étienne Piquiral, Jean Vaysse |
| 3     | ROM  | Dumitru Armășel, Gheorghe Benția, Teodor Florian, Ion Gîrleșteanu, Nicolae Mărăscu, Teodor Marian, Sorin Mihăilescu, Paul Nedelcovici, Iosif Nemeș, Eugen Sfetescu, Mircea Sfetescu, Soare Sterian, Atanasie Tănăsescu, Mihai Vardală, Paul Vidrașcu, Dumitru Volvoreanu                                                     |